# Dan Slott
Dan Slott é um autor de histórias em quadrinhos americanas, conhecido majoritariamente por seu trabalho como roteirista nas revistas The Amazing Spider-Man e Silver Surfer, no qual ganhou um Eisner Award. Para a Marvel, também escreveu Tony Stark: Iron Man, The Mighty Avengers, and Fantastic Four. Seu trabalho para a DC Comics inclui as HQs Arkham Asylum: Living Hell e Batman Adventures.

## Carreira
O primeiro trabalho publicado de Dan Slott para a Marvel foi "Survival of the Hippest" em Mighty Mouse #10 e "To Bounce or Not to Bounce", uma história de backup de oito páginas em New Warriors Annual #1, ambas as capas datadas de julho de 1991. Ele se tornou o roteirista regular da série de quadrinhos Ren & Stimpy da Marvel com a edição de estreia da série animada da Nickelodeon (dezembro de 1992) e escreveu Homem-Aranha pela primeira vez em uma edição de Ren e Stimpy que viu o Homem-Aranha na batalha contra o Powdered Toast Man. Assim, Slott escreveu outros quadrinhos infantis, incluindo Scooby-Doo, Looney Tunes e Meninas Superpoderosas da DC. Depois de trabalhar em Batman Adventures e Justice League Adventures, Slott teve a chance de lançar uma série para a DC.
Em 2003, Dan Slott escreveu as seis edições da minissérie Arkham Asylum: Living Hell, para a editora DC Comics. O enredo é centrado no personagem Warren White, um criminoso de colarinho branco que achava que poderia se livrar alegando insanidade como sua defesa, mas acaba indo parar no Asilo Arkham. Entre 2004 e 2007, esteve à frente do título She-Hulk, na Marvel Comics.
Desde 2008, escreve o título principal do Homem-Aranha, The Amazing Spider-Man. Ele também é o escritor da polêmica fase onde o Doutor Octopus substitui Peter Parker e passa a ser o Homem-Aranha Superior. No ano de 2007, assumiu o título relacionado aos Vingadores, a revista Avengers: The Initiative. Posteriormente, em 2009, substituiu Brian Michael Bendis em Mighty Avengers.
Como parte da iniciativa editorial All-New Marvel Now uma nova série mensal do Surfista Prateado foi lançada em 2014, com Slott sendo responsável pelos roteiros e desenhos de Mike Allred. A série ganhou um Prêmio Eisner para Melhor Edição Única.
Em 2018, foi anunciado que Dan Slott deixará a revista The Amazing Spider-Man após o número #801, se tornando o roteirista a mais tempo à frente do título. A partir daí, irá assumir a revista do Homem de Ferro. Em março, foi revelado que Slott será encarregado dos roteiros da nova revista mensal do Quarteto Fantástico.